# Torneo Competencia 1953
El Torneo Competencia 1953 fue la decimoquinta edición del Torneo Competencia. Compitieron los doce equipos de Primera División. El campeón fue Peñarol. La forma de disputa fue de un torneo a una rueda todos contra todos.

## Posiciones
| Puesto | Equipo         | Pts. | PJ | PG | PE | PP | GF | GC | Dif. |
| ------ | -------------- | ---- | -- | -- | -- | -- | -- | -- | ---- |
| 1º     | Peñarol        | 18   | 11 | 8  | 2  | 1  | 36 | 14 | 22   |
| 2º     | Nacional       | 17   | 11 | 7  | 3  | 1  | 32 | 16 | 16   |
| 3º     | Danubio        | 14   | 11 | 6  | 2  | 3  | 18 | 13 | 5    |
| 4º     | Sud América    | 13   | 11 | 4  | 5  | 2  | 18 | 14 | 4    |
| 5º     | Rampla Juniors | 13   | 11 | 5  | 3  | 3  | 17 | 13 | 4    |
| 6º     | Cerro          | 11   | 11 | 4  | 3  | 4  | 16 | 16 | 0    |
| 7º     | Central        | 10   | 11 | 4  | 2  | 5  | 14 | 16 | -2   |
| 8º     | Liverpool      | 9    | 11 | 3  | 3  | 5  | 22 | 30 | -8   |
| 9º     | Defensor       | 9    | 11 | 4  | 1  | 6  | 13 | 21 | -8   |
| 10º    | Wanderers      | 8    | 11 | 3  | 2  | 6  | 12 | 16 | -4   |
| 11º    | Bella Vista    | 5    | 11 | 2  | 1  | 8  | 13 | 25 | -12  |
| 12º    | River Plate    | 5    | 11 | 0  | 5  | 6  | 6  | 23 | -17  |

## Resultados
| Nacional       | 2-2 | Rampla Juniors |
| Cerro          | 1-1 | Sud América    |
| Wanderers      | 3-1 | Defensor       |
| Peñarol        | 5-3 | Central        |
| Liverpool      | 1-1 | CA River Plate |
| Danubio        | 2-0 | Bella Vista    |
| Danubio        | 2-1 | Sud América    |
| Cerro          | 3-2 | Bella Vista    |
| Nacional       | 5-0 | CA River Plate |
| Central        | 1-0 | Wanderers      |
| Defensor       | 3-1 | Liverpool      |
| Peñarol        | 4-1 | Rampla Juniors |
| Nacional       | 1-1 | Central        |
| Peñarol        | 1-1 | Cerro          |
| Wanderers      | 1-0 | Bella Vista    |
| Danubio        | 3-0 | Liverpool      |
| CA River Plate | 1-1 | Defensor       |
| Sud América    | 1-1 | Rampla Juniors |
| Sud América    | 2-0 | Peñarol        |
| Danubio        | 1-0 | Rampla Juniors |
| Defensor       | 2-1 | Bella Vista    |
| Central        | 3-1 | CA River Plate |
| Cerro          | 0-0 | Wanderers      |
| Rampla Juniors | 2-1 | Cerro          |
| Peñarol        | 2-0 | CA River Plate |
| Central        | 1-0 | Defensor       |
| Liverpool      | 3-2 | Bella Vista    |
| Peñarol        | 8-0 | Defensor       |
| Nacional       | 2-1 | Defensor       |
| Rampla Juniors | 2-2 | Liverpool      |
| Wanderers      | 1-1 | CA River Plate |
| Cerro          | 5-2 | Danubio        |
| Peñarol        | 6-1 | Bella Vista    |
| Sud América    | 1-0 | Central        |
| Peñarol        | 1-1 | Danubio        |
| Liverpool      | 3-2 | Wanderers      |
| Wanderers      | 3-1 | Sud América    |
| Sud América    | 2-0 | Defensor       |
| Bella Vista    | 2-0 | Central        |
| Nacional       | 2-1 | Cerro          |
| Rampla Juniors | 5-0 | CA River Plate |
| Nacional       | 2-0 | Wanderers      |
| Bella Vista    | 1-1 | Sud América    |
| Danubio        | 1-0 | Defensor       |
| Rampla Juniors | 1-0 | Central        |
| Peñarol        | 2-1 | Liverpool      |
| Cerro          | 1-0 | CA River Plate |
| Bella Vista    | 2-0 | CA River Plate |
| Danubio        | 3-1 | Wanderers      |
| Peñarol        | 4-3 | Nacional       |
| Defensor       | 2-1 | Rampla Juniors |
| Sud América    | 6-4 | Liverpool      |
| Cerro          | 2-1 | Central        |
| Peñarol        | 3-1 | Wanderers      |
| CA River Plate | 1-1 | Danubio        |
| Liverpool      | 2-2 | Central        |
| Defensor       | 3-0 | Cerro          |
| Rampla Juniors | 1-0 | Bella Vista    |
| Nacional       | 1-1 | Sud América    |
| Sud América    | 1-1 | CA River Plate |
| Rampla Juniors | 1-0 | Wanderers      |
| Nacional       | 6-3 | Liverpool      |
| Nacional       | 2-1 | Danubio        |
| Central        | 2-1 | Danubio        |
| Liverpool      | 2-1 | Cerro          |
| Nacional       | 6-2 | Bella Vista    |